# Flughafen Kota Belud

i8
i11
i13
Der Flughafen Kota Belud (engl. Kota Belud Airport, IATA-Code: nicht vergeben, ICAO-Code: WBKB) ist ein Flugplatz nahe der Stadt Kota Belud, im malaysischen Bundesstaat Sabah auf der Insel Borneo.

## Ausstattung
Der Flugplatz besteht aus einer Graspiste von 1371 Metern Länge. Er kann nur von kleinen Maschinen angeflogen werden. Öffentlicher Flugverkehr findet nicht statt. Der Flugplatz ist eine Einrichtung der malaysischen Luftwaffe und steht unter der Verwaltung des benachbarten Paradise Army Camp.

## Zwischenfälle
Am 1. Mai 1961 brach der Pilot eines von der HMS Bulwark aus operierenden Hubschraubers des Typs Westland Whirlwind HAS7 (Luftfahrzeugkennzeichen XN260) den Landeanflug auf Kota Belud ab, konnte jedoch nicht mehr verhindern, dass seine Maschine in den umliegenden Bäumen zu Bruch ging. Drei Personen wurden verletzt aus dem vom Fleet Air Arm der britischen Royal Navy betriebenen Hubschrauber geborgen. Brauchbare Teile des Wracks wurden entfernt, danach wurde der Hubschrauber gesprengt.